# John Marshall Jones

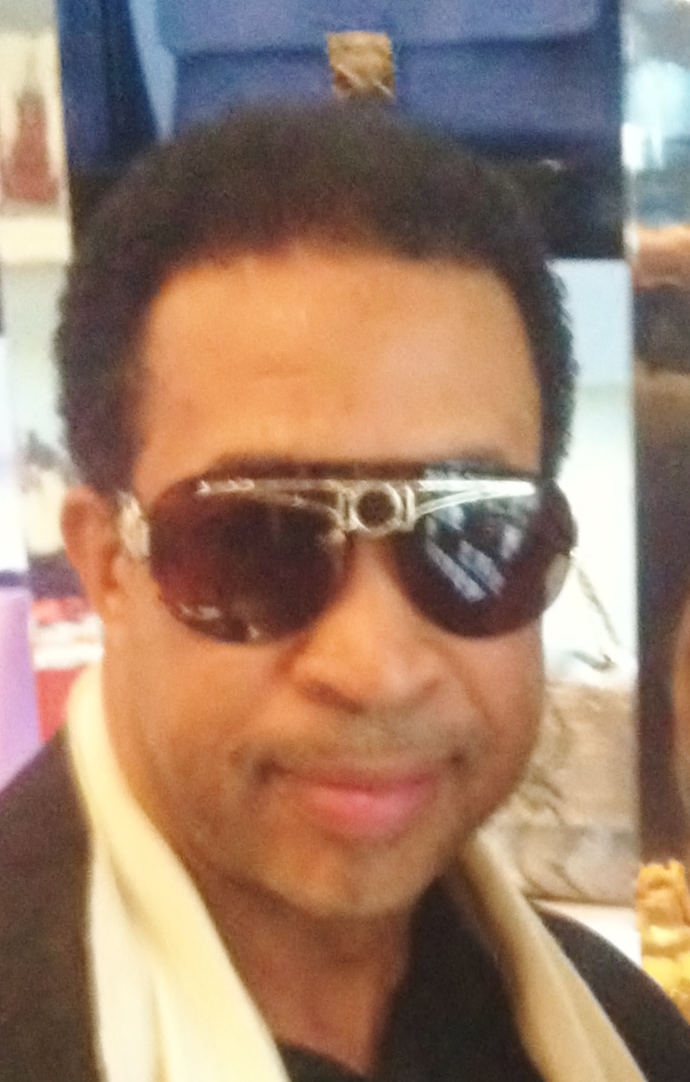
John Marshall Jones, 2014

John Marshall Jones (* 17. August 1962 in Detroit, Michigan) ist ein US-amerikanischer Schauspieler.

## Leben und Karriere
Jones stammt aus Detroit. Er besuchte die Roeper School in Bloomfield und studierte nach dem Abschluss an der Northwestern University. 1985 gab er mit einer kleinen Rolle im Film Screen Test – Die affengeile Mattscheibe sein Schauspieldebüt vor der Kamera. Seine Bekanntheit konnte er durch seine Rolle als Walter im Film Weiße Jungs bringen’s nicht aus dem Jahr 1992 steigern. Von 1992 bis 1993 spielte er als Terrence Haggard eine wiederkehrende Rolle in Melrose Place. In der Sitcom Smart Guy war er von 1997 bis 1999 in allen drei Staffeln als Floyd Henderson, der Vater der Protagonisten war, in einer Hauptrolle zu sehen. 2002 trat er in der Mysteryserie Der Fall John Doe! als Frank Hayes auf. 2009 veröffentlichte Jones den Film The Guest at Central Park West, in dem er selbst mitwirkte und zudem die Regie übernahm. Von 2009 bis 2013 trat er als Mr. Stockley in der Serie Troop – Die Monsterjäger in einer Hauptrolle auf. Zwischen 2012 und 2015 war Jones als Wally Maynard in der Serie Hart of Dixie zu sehen. In Bosch trat Jones von 2016 bis 2018 in der Rolle des Special Agent Jay Griffin auf. Von 2017 bis 2018 spielte er als Sheriff Brown einer Nebenrolle in der Serie Shooter. 2019 war er als Malcolm Parker in der Serie Grand Hotel zu sehen.
Seit 1985 war Jones bislang in mehr als 100 Film- und Fernsehproduktionen zu sehen. Er ist Fan des American-Football-Teams Detroit Lions. Als Student am College wurde er im Alter von 20 Jahren Vater eines Sohnes. Jones ist Mitbegründer von Mastering The Audition Productions, die Neueinsteigern im Schauspielgeschäft bei Bewerbungsvideos unterstützt und ist zudem Mitglied der Kappa Alpha Psi Fraternity.

## Filmografie (Auswahl)
Film
- 1985: Screen Test – Die affengeile Mattscheibe (Screen Test)
- 1987: Good Morning, Vietnam
- 1988: Tapeheads – Verrückt auf Video (Tapeheads)
- 1989: Die Verdammten des Krieges (Casualties of War)
- 1990: Filofax – Ich bin du und du bist nichts (Taking Care of Business)
- 1991: Der Doktor – Ein gewöhnlicher Patient (The Doctor)
- 1992: Weiße Jungs bringen’s nicht (White Men Can't Jump)
- 1996: Immer Ärger mit Sergeant Bilko (Sgt. Bilko)
- 1997: Alles aus Liebe (She’s So Lovely)
- 1997: Con Air
- 2002: Like Mike
- 2006: Filthy Pills
- 2009: The Guest at Central Park West
- 2012: Who Killed Soul Glow?
- 2016: Mission NinetyTwo: Dragonfly
- 2017: The Last Revolutionary
- 2018: Rust Creek
- 2019: Lloronas Fluch (The Curse of La Llorona)

Fernsehen
- 1986: Crime Story (Episode 1x09)
- 1987–1988: Frank's Place (2 Episoden)
- 1988: Matlock (Episode 2x19)
- 1989: Roseanne (Episode 2x06)
- 1990: Paarweise glücklich (Married People, Episode 1x06)
- 1991: Hör mal, wer da hämmert (Home Improvement, Episode 1x03)
- 1992–1993: Melrose Place (10 Episoden)
- 1993: Joe's Life (13 Episoden)
- 1995: Emergency Room – Die Notaufnahme (2 Episoden)
- 1996: Diagnose: Mord (Diagnosis Murder, Episode 4x11)
- 1997–1999: Smart Guy (51 Episoden)
- 2000: Nash Bridges (Episode 5x17)
- 2001: Soul Food (Episode 1x16)
- 2001: Die Parkers (The Parkers, Episode 2x14)
- 2002–2003: Der Fall John Doe! (John Doe, 22 Episoden)
- 2003: Nip/Tuck – Schönheit hat ihren Preis (Nip/Tuck, Episode 1x05)
- 2003: Malcolm mittendrin (Malcolm in the Middle, Episode 5x07)
- 2003–2005: Die himmlische Joan (Joan of Arcadia, 3 Episoden)
- 2004: Navy CIS (NCIS, Episode 1x19)
- 2004–2006: Still Standing (6 Episoden)
- 2006, 2016: Bones – Die Knochenjägerin (Bones, 2 Episoden)
- 2007: Boston Legal (Episode 3x12)
- 2007: Dexter (Episode 2x04)
- 2009–2013: Troop – Die Monsterjäger (The Troop, 41 Episoden)
- 2011: Last Man Standing (Episode 1x07)
- 2012: Pretty Little Liars (Episode 2x19)
- 2012: Glee (Episode 3x12)
- 2012: Jane by Design (2 Episoden)
- 2012–2015: Hart of Dixie (20 Episoden)
- 2013: The Crazy Ones (Episode 1x03)
- 2015: Shameless (Episode 5x02)
- 2015: The Mentalist (2 Episoden)
- 2015: Battle Creek (Episode 1x05)
- 2015: Criminal Minds (Episode 11x01)
- 2015: The League (Episode 7x10)
- 2015–2019: In the Cut (32 Episoden)
- 2016: Rectify (5 Episoden)
- 2016–2018: Bosch (13 Episoden)
- 2017: Son of Zorn (Episode 1x11)
- 2017: The Fosters (3 Episoden)
- 2017: S.W.A.T. (Episode 1x03)
- 2017–2018: Shooter (8 Episoden)
- 2018–2020: 9-1-1 (Fernsehserie, 3 Episoden)
- 2019: Into the Dark (Episode 1x07)
- 2019: Big Little Lies (Fernsehserie, 2 Episoden)
- 2019: Grand Hotel (Fernsehserie, 8 Episoden)
- 2019: The Morning Show (Episode 1x01)
- 2020: Paradise Lost (Fernsehserie, 10 Episoden)
- 2021: Magnum P.I. (Episode 3x08)
- 2023: Tiny Beautiful Things (Miniserie)